# Nate Ruess
Nathaniel Joseph „Nate” Ruess (ur. 26 lutego 1982 r.) – amerykański piosenkarz i autor tekstów. Jest wokalistą indiepopowej grupy Fun, a wcześniej grupy The Format. Od 2015 roku występuje także jako solowy wykonawca.

## Wczesne życie
Nathaniel urodził się 26 lutego 1982 roku w Iowa City w stanie Iowa. Jego rodzice to Larry Ruess i Bess Zinger. Jest najmłodszym z dwójki dzieci Larry'ego i Bess. Jego starsza siostra nazywa się Elizabeth. Wujek Nate'a John Ruess, który był wykonawcą na Broadwayu, był jedną z inspiracji Nate'a. .
W 1986 roku jego rodzina przeniosła się na farmę w Glendale w stanie Arizona, co doprowadziło do zapalenia płuc młodego piosenkarza. Ruess spędził w Arizonie całe swoje dzieciństwo. Uczęszczał do Deer Valley High School, którą ukończył w 2000 roku. Podczas nauki w szkole Nate grał w punkowych zespołach, a po jej ukończeniu zaczął grać profesjonalnie.
W 2002 roku wraz ze swoim długoletnim przyjacielem Sam Meansem założył grupę The Format.

## Kariera

### 2002 – 2008: The Format
W 2002 roku nowa grupa The Format wydała swój pierwszy minialbum EP, dzięki czemu muzycy zostali zauważeni i podpisali kontrakt z Elektra Records. 21 października 2003 roku wydali swój pierwszy album studyjny Interventions + Lullabies, dzięki czemu zyskali jeszcze większy rozgłos. Zyskali nowych fanów dzięki wydaniu drugiego minialbumu Snails w 2005 roku. Został on wydany przez Atlantic Records. Podczas pracy nad drugim albumem studyjnym Dog Problems zostali porzuceni przez Atlantic. Stworzyli własną wytwórnię The Vanity Label i wydali Dog Problems latem 2006 roku. W 2008 roku Ruess oświadczył, że grupa nie będzie pracowała nad trzecim albumem studyjnym.

### 2008 – 2014: Fun

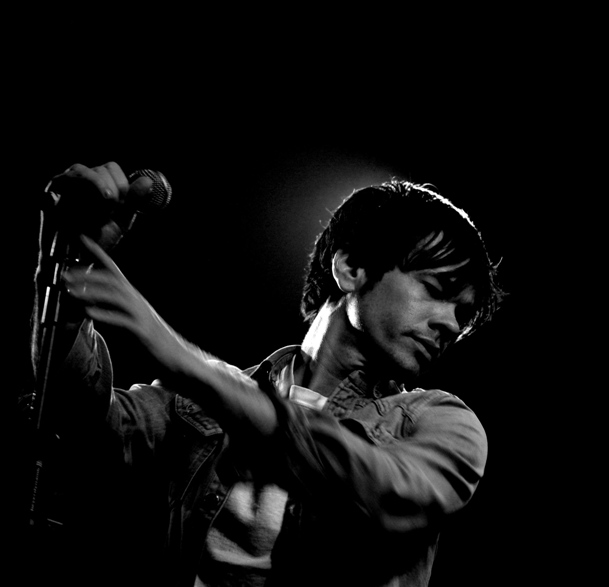
Nate Ruess na koncercie z Fun

Po rozwiązaniu The Format Ruess skontaktował się z Jackiem Antonoffem ze Steel Train i z Andrew Dostem dawniej członkiem Anathallo, aby założyć nowy zespół Fun. Wypuścili swoje pierwsze demo Benson Hedges w 2009 roku. Cztery miesiące po wydaniu pierwszego singla „At Least I'm Not as Sad (As I Used to Be)” na rynku pojawił się ich debiutancki album studyjny Aim and Ignite. Album zyskał generalnie pozytywne recenzje od krytyków i wspiął się na 71 miejsce rankingu Billboard 200.
4 sierpnia 2010 roku Fun oznajmili, że podpisali kontrakt z wytwórnią Fueled by Ramen.
Drugi album studyjny grupy Some Nights został wydany 21 lutego 2012 roku i został wyprodukowany m.in. przez Jeffa Bhaskera. Pierwszy singel z albumu „We Are Young” z gościnnym udziałem Janelle Monáe został wydany 20 września 2011 roku. Album okazał się sukcesem komercyjnym i sprzedał prawie trzy miliony kopii na całym świecie. Tytułowy utwór wspiął się na 3 pozycję Billboard Hot 100 i podbił ranking Alternative Songs.
10 lutego 2013 roku zespół wygrał Nagrodę Grammy za utwór „We Are Young”. Fun wygrali także Nagrodę Grammy w kategorii Najlepszy Nowy Artysta (ang. Best New Artist). Pojawili się jako goście na utworach Pink, a także Anthony'ego Greena.

### 2014 – do dzisiaj: Kariera solowa
5 lutego 2015 roku oficjalnie napisali: „Nie pracujemy nad żadnym nowym albumem”. Nate Ruess pracował już wtedy nad swoim debiutanckim krążkiem.
6 kwietnia 2015 Ruess oświadczył, że jego nowy album będzie nosił nazwę Grand Romantic. Album ukazał się 16 czerwca 2015 roku i zdobył 7 miejsce na liście Billboard 200. Grand Romantic zostało wydane przez Fueled by Ramen.

### Aktorstwo
Ruess wystąpił w quasi-autobiograficznym filmie The Grand Romantic.